# Quest Markup Language
Quest Markup Language è un linguaggio di programmazione libero, basato su XML, per la creazione di videogiochi d'avventura (adventure game).